# Jan Roger Skyttesæter
Jan Roger Skyttesæter, född 8 april 1956, är en norsk bågskytt. Han deltog vid olympiska sommarspelen 1984.